# Ömerli (stad)
Ömerli (Aramees: ܡܥܨܪܬܗ, Ma'sarte) is een stad met 6.698 inwoners gelegen in de provincie Mardin, in de Aramese regio Tur-'Abdin.

## Geschiedenis
De huidige naam Ömerli is geïntroduceerd in 1960 en is afgeleid van de naam van de Mhallami-stam Ömeryan. Ma'asarte wordt geïdentificeerd als de stad Madaranzu in de Aramese stadstaat Bit-Zamani, die werd veroverd door Ashurnasirpal II in 879 voor Christus. De stad werd waarschijnlijk veroverd door het leger van de Sassaniden in 573 ten tijde van de belegering van Dara-Anastasiupolis, tijdens de Romeins-Sassanische oorlog van 572-591, maar werd heroverd en het fort werd hersteld door de Romeinse bevelhebbers Theodore en Andrew in 587.
De stad kende door de geschiedenis een significante populatie van waaronder Syrisch-orthodoxen, Chaldeeuws-katholieken en Nestorianen; de laatste zouden zich in de 14e eeuw tot de islam hebben bekeerd. Ma'asarte maakte deel uit van het Syrisch-orthodoxe bisdom van het klooster van Sint-Abai (klassiek Syrisch: ܕܝܪܐ ܕܡܪܝ ܐܒܝ, geromaniseerd: Dayro d-Mor Abay) tot de dood van de laatste bisschop Isḥoq Ṣaliba in 1730, waarop het bisdom werd opgenomen in het bisdom van Mardin.
De Aramese christenen uit het dorp werden het slachtoffer van de Sayfo aan het begin van de 20e eeuw. Op 12 juni 1915 ontsnapten een paar mannen hieruit en vertelden het volgende verhaal: 

„ Huseyin Bakkero, de eigenaar van het dorp, ging naar Mardin en onderhandelde met de Koerdische stamhoofden Faris Chelebi, Mohammed Ali Chelebi, en de Dashit Ahakat, om deelname aan de liquidatie van de christenen te krijgen. Huseyin reed terug en riep de christelijke dorpelingen bijeen en beloofde plechtig dat ze geen kwaad zouden overkomen. Toen ze echter in zijn huis aankwamen, werden ze gevangengenomen door een groot aantal Koerden. Ze werden aan elkaar vastgebonden en vermoord, en hun lichamen werden in putten gegooid. Qarabash noemde de datum 2 juni 1915, Amerikaans missionaris Simon schreef dat 80 christenen werden vermoord. Twee mannen hebben zichzelf gered door zich in een grot te verstoppen, en één kwam aan bij het Za'faran-klooster. Sommige moslimvrouwen beschermden de christelijke vrouwen en kinderen en begeleidden hen, na een paar dagen onderduiken, naar de Syrisch-Orthodoxe Kerk van de Martelaren in Mardin.”